# Млечни производи у јеловнику становника Козаре и Поткозарја
Млечни производи на јеловнику становника Козаре и Поткозарја  спадају у групу  народних специјалитета овог краја и босанскохерцеговачке кухиње познате не само у Републици Српско већ и у иностранству.  Ови производи који су данас специјалитети (често и због њихове високе цене), накада су били саставни део свакодневне исхране становништва, Козаре и Поткозарја коју су скоро свакодневно конзумирали у кући и изван ње током радова у пољу, данас представљају својеврсну туристичку атракцију.  
Млечни производи на јеловнику становника Козаре и Поткозарја се и данас могу наћи припремљени на  традиционалан начин, али знатно ређе, због промењеног начина живота, и смањења сточног фонда.

## Основне информације
Доручак међу Србима је скорашња „измишљотина” – која је стигла на Балканско полуострво у другој половини 19. века, под утицајем Западне Европе. Дотле се на овим просторима јело два пута дневно: јутро је почињало љутом препеченицом, први оброк се служио у 10 или 11 сати пре подне, а вечера пред сумрак. Преко лета су они који раде у пољу добијали још и ужину – парче проје или питу са сиром  или кајмаком, комад сланине, лук…
У исхрани становника са Козаре и Поткозарја  било је доста „белог мрса“ (млеко или вареника, сир, кајмак), разних супа и чорбе, паприкаша, купуса, пасуља, а незаобилазан је био качамак од кукурузног брашна (по могућству млевен на поточари) уз додатак млачних производа, али и пите, са незобилазним надевом од млечних производа (кајмак, сир, скоруп).

## Млечни производи Козаре и Поткозарја

### Производи од крављег млека
Краве се на Козари или Поткозарју музу два до три пута дневно, како би се добила Вареника (прокувано млеко)  Помуженои свеже млеко у крабљачу, се пре кувања процеди кроз цедило у котао (како би се уклониле све механичке нечистоће) у коме се потом вареника кува. Тако скувана вареника може да се пије као топли или хладни напитак или се од ње спрљају следећи млечни производи:
Скоруп (кајмак)
Кад се млеко скува, прелије се из котлића у карлицу, дрвену зделу. Кад се вареника охлади, по њој се ухвати танак слој скорупа (кајмака), дебљине 2-3 мм. Што је кајмак дебљи, то значи да је и вареника боља. Овако створен кајмак  се покупи кашиком и ставља  у посебан лонац гдје стоји неколико дана, и тако се добије преврели скоруп.
Вареника са које је скинут кајмак на баца се већ се послужује уз јело, с тим што се у њу претходно измрви хлеб, и тако се једе. 
Цијело млијеко (врста киселог млека)
Цијело млеко прави се тако што се вареника не кува него се само проциеди и одмах се сипа у посебне лонце или зделе у које се успе неколико кашика од раније пфреосталог киселога млијека (као нека врста маје). Затим се посуда се млеком стави ближе ватри да би се за након извесног време укиселило.
Кад млеко буде укисељено, оно се једе. Ово је према миђљењу сатновника Козаре и Поткозарја најукусније кисело млеко кога становници зову цијело млијеко, вероватно зато што је укисељено од пресног млека. 
Кисело млијеко
Помужена вареника након цеђења од нечисточа, излије се из крабљаче у карлицу у коју се потом успе неколико кашика раније спремљеног киселог млека.
Затим се у котлићу  скува шкроб  од кукурузна брашна; који треба да буде добро укуван. Тако куван шкроб , сипа се у млеко у карлици. Састојци се добро измешају па се остава да се хладе и уједно киселе.  
За неколико сати, што зависи од топлоте поред које се карлица са млеком налази, млеко се укисели и као такво се послужује за јело.  
Овако укисељено млеко становници Козаре и Поткозарја зову кисело млијеко.

### Производи од козјег и овчијег млека
Козје и овче млеко се спрема исто као и кравље млеко. 
Кајмак (скоруп) козјег и овчег млека добије се на следећи начин. Вареника се помузе, скува и разлије у карлицу у којој остане око један дан. За то време на вареници се ухвати кајмак, који се покупи кашиком и стави у другу посуду, лонац или дрвену качицу, у којој стоји неколико дана.
Кад се кајмак добро оцеди од остатака млека, и соли се по укусу. Када  кајмак мало ускисне, онда је зрео и тада се може трошити. Овакав кајмак  становници Козаре и Поткозарја зову скоруп. 
Скоруп је укусан за јело и он се већином маже на хлеб и тако једе за доручак, уз белу кафу. 
Од кајмака (скорупа) праве се и друга разна јела, специјалитети, као што су: цицвара, пита, колачи, кајгане и друго.

## Сиреви
Сир становници Козара и Поткозарја припремају (сире) на више начона.
Млађи сир
Млађи сир се прави се тако што се са варенике скине кајмак, а затим се стави у котао, мало се умлачи и онда се у њега стави сириште. Након извесног времена у  вареници поћчиње да се одваја сир, којег мајарица кашиком прикупља у крај лонца, котлића, и тако прави груду сира, у ствари, оформљује сирац.  
Сурутка, која се издваја од сира, сипа се у другу зделу. Када је сир одвојен од сурутке, ставља се у другу посуду, мало се оцеди и на тај наћин је добијен млади сир. Овај сир се доста троши и врло је укусан за јело. Међутим  млади сир треба утроши за неколико дана јер не може да дуго стоји. 
Љути сир
Љути сир справља се као и млади, с том разликом што се ставља у дрвену качицу, која се прекрије са чистим платном, мало посоли и притисне се чистим каменом који је зато специјално одабран и уређен. Тако постављен сир се неколико дана цеди како би се вишак сурутке одлио, али се при томе мора пазити да сурутка увек покрива сир у каци.
Овакав сир након извесног времена  мало ускисне и добије љутину због чега га и зову љути сир. Ова врста сира може да стоји дуже времена, само се мора више пута да препира.  
Укусан је за јело, па се од њега прави више врста пита, колача и других јела, па га становници Козаре и Поткозарја доста сире и троше. 
Сирац (зорац)
Сирац се сири тако што се чим се донесе млеко испод краве вареника прво скува, затим подсири Онда се оцеди од сурутке тако да сир у виду грудве остане у посуди. Тако оцеђен сир  се руком вади и од њега формира груда која се меси и савија док се од ње не начини погачица, која се одозго ишара укрсницама и слаже  на даску. На њој стоји извесно време (око два дана) све док се не осуши на диму у кући, на сунцу или на промаји. Тада је сирац готов за јело.
Овако спремљен сир може да стоји дуго. Једино ако дуго стоји на његовој површини се ствара  плесан.